# 取香川
取香川（とっこうがわ）は、千葉県成田市を流れる一級河川（昭和43年4月8日政令64号改正）。利根川水系利根川の支流である。流域面積25.31km²、指定延長は4,860m。

## 概要
千葉県成田市大字駒井野字辺田下に源を発し、西へ流れる。途中には水田などが広がり、成田市寺台において根木名川へ合流。北流へ進路を変え利根川に合流する。成田国際空港の雨水排水が場外放水路を通して流れ込むのが当河川である。

## 生物
- コイ
- ギンブナ
- ウグイ
- ヨシノボリ
- ドジョウなど